# ヴァージル・ドナティ
ヴァージル・ドナティ（Virgil Donati、1958年10月22日 - ）は、オーストラリアのドラマー、作曲家、音楽プロデューサー。伝統的なスタイルでドラム・スティックを握り、キーボードも秀でている。ドナティはデレク・シェリニアンとプラネット・エックスを結成し、バンドのすべてのアルバムで主要な作曲家を務めた。また、メルボルンでジャック・ジョーンズ (アーウィン・トーマス) と共演し、ヴァン・ヘイレンのトリビュート・バンドであるハンス・ファーレンで演奏した後、ジョーンズをドナティ自身のバンド、ザ・ステイトとサザン・サンズに招いた。ドナティは、史上最も技術的に優れたドラマーの一人として広く知られている。

## 生い立ちと業績
ヴァージル・ドナティは、イタリア系アメリカ人としてビクトリア州メルボルンで生まれた。2歳の時に初めてドラムセットを入手。その後すぐに父親のショー・バンドで演奏を始め、6歳頃までショーに出演するようになった。6歳でピアノのレッスンを受け始めた。15歳で初めてのメジャー・ロック・バンドに参加し、初めてのメジャー・レコード・レーベルと契約。このバンドは当初、クラウド・ナイン（Cloud Nine）と呼ばれていたが、後にテイスト（Taste）へと改名され、3枚のアルバムをレコーディングした。その後すぐに16歳でドナティは学校を卒業し、主にドラムとピアノに集中した。19歳の時、ドナティはアメリカに渡り、フィリー・ジョー・ジョーンズに師事し、ロサンゼルスのディック・グローヴス・スクールに通った。また、スネアドラムの専門家であるマレー・スパイヴァックとロブ・カーソンからもレッスンを受けている。

## 成功とバンド
ドナティは21歳でオーストラリアに戻った。その後、アラン・ザヴォッドやブライアン・ブラウンとジャズを演奏し、ピーター・カップルズのバンドで演奏した。ロサンゼルスに移る前、ドナティはトミー・エマニュエル、ティナ・アリーナ、ジョン・スティーヴンスらと共演し、メリッサ・エスリッジ、ブランフォード・マルサリス、トライバル・テックなどの世界的なアーティストたちと演奏することで成功をさらに手にしていった。ヴァージルは、自身のバンドであるサザン・サンズ、ルーズ・チェンジ、オン・ザ・ヴァージでレコーディングやツアーも行った。1990年代後半以降、ドナティはデレク・シェリニアン（彼とプログレッシブ・フュージョン・バンドのプラネット・エックスを結成）、スティーヴ・ヴァイ、アラン・ホールズワース、ミシェル・ポルナレフ、ソウル・サーカスなどのアーティストとレコーディングやツアーを行ってきた。2024年には、エイジアとツアーを行っている。

## 影響
父親が選んだルイ・ベルソンやバディ・リッチのアルバムなどのレコードのおかげで、ドナティはすぐにこれらの偉大なジャズ・ドラマーのファンになり、彼らのソロを真似しようとした。彼に大きな影響を与えた最初のロック・ドラマーはディープ・パープルのイアン・ペイスであった。ドナティは「彼の演奏、彼の明瞭さに圧倒されました。1970年代初頭、彼は演奏に魂がこもった明瞭なドラマーのようでした。彼の力強さと力強さ、そして彼のフレージングの明瞭さが好きでした。彼のアプローチが大好きでした」と語っている。1999年6月の『モダンドラマー』誌の記事で、ドナティは伝統的なグリップで演奏することを好むと述べている。そこで彼はこう言っている。「私はトラディショナル・グリップで育ち、ロック・バンドの肉体的な負担にも負けずにそれを貫きました。それが自分のやりたい演奏方法だと決めたのです。今ではそれが私にとってとても自然なことです。それに、十分な力で演奏できるかどうかという問題をすべて克服しました。トラディショナル・グリップは、私を何ら制限しません。ドラムセットの周りでトラディショナル・グリップで心地よく感じる動きがありますし、信じられないかもしれませんが、右手よりも左手で演奏したほうが気持ちよく演奏できるものもあります。とはいえ、トラディショナル・グリップを必ずしもお勧めするわけではありません。率直に言って、トラディショナル・グリップに伴うデメリットはメリットを上回っていると思います。トラディショナル・グリップは、維持し、力をつけるのがはるかに難しいグリップです。初心者はマッチド・グリップに重点を置いたほうがよいでしょう。しかし、何らかの理由で、おそらくあまり使用されなくなったためかもしれませんが、トラディショナル・グリップの方が流行っているようです」。

## 評価
ヴァージル・ドナティは、史上最も技術的に進歩したドラマーの1人として広く知られている。ベーシストのブライアン・ベラーは、ドナティとマイク・ケネリーと共演した後、ブログで次のようにドナティについて述べている。「マイク・マンジーニのテクニカルな正確さ、ヴィニー・カリウタの型破りなフレージング、デイヴ・ウェックルのビートのずれ、トミー・アルドリッジのロック感覚を想像してみてください。それがヴァージル・ドナティです。それがすべてで、すべてが一度に存在し、常にすべてがあります。道づれにされてしまうような話です」。ドリーム・シアターのドラマー、マイク・ポートノイはドナティを「超絶、超絶テクニカル」と呼び、自分が「真似できない」ドラマーとして挙げ、「（彼は）僕には物理的にできないことをやる」と語った。
ドナティのピアノ演奏は、2016年のアルバム『The Dawn of Time』や、ドビュッシーやラヴェルなどの演奏をさまざまなオンライン動画から聴くことができる。

## ディスコグラフィ

### リーダー・アルバム
- Stretch (1995年、Musos Publications)
- 『ジャスト・アッド・ウォーター』 - Just Add Water (1997年、Thunder Drum Records)
- Serious Young Insects (On The Virg band) (1999年、Vorcity Music)
- Made in Australia (Gambale, Donati, Fierabracci) (2007年、Wombat Records)
- In This Life (2013年)
- Aftershocks (2014年) ※with ミハエル・コカブ、グレン・プラウドフット、ビリー・シーン
- Beyond Turbines (2015年) ※with ロベルト・バドリオ、スティーヴ・ハント、ビョエッシ・クルーチュ
- The Dawn of Time: Orchestral Works (2016年)
- 『ルーイネイション』 - Ruination (2019年)

### テイスト
- We're Just Good Friends… So Rock On (1975年、RCA Victor) ※Cloud Nine名義
- Tickle Your Fancy (1977年、Philips)
- Knights Of Love (1977年、Philips)

### プラネット・エックス
- 『ユニヴァース』 - Universe (2000年、InsideOut)
- 『ライヴ・フロム・オズ』 - Live from Oz (2002年、InsideOut) ※ライブ
- 『ムーンベイビーズ』 - MoonBabies (2002年、InsideOut)
- 『クアンタム』 - Quantum (2007年、InsideOut)
- Anthology (2023年)

### リング・オブ・ファイア
- 『ジ・オラクル』 - The Oracle (2001年、Avalon)
- 『バーニング・ライヴ・イン・東京2002』 - Burning Live in Tokyo 2002 (2002年、Frontiers, Marquee) ※ライブ
- 『ドリームタワー』 - Dreamtower (2002年、Frontiers)
- 『ラプス・オブ・リアリティ』 - Lapse of Reality (2004年、King)

### サザン・サンズ
- Southern Sons (1990年、RCA)
- Nothing But the Truth (1992年、RCA)
- Zone (1995年、RCA)

### ザ・ステイト
- Elementary  (1989年)

### アイスフィッシュ
- Human Hardware (2017年)

### その他
- ジョン・スティーヴンス : Are U Satisfied (1993年、Columbia)
- ジェーン・ラター : Blo (1996年、Philips) ※Titania's Dream with Peter Bowman名義で再発あり
- デレク・シェリニアン : 『プラネット・エックス』 - Planet X (1999年、Magna Carta)
- イヴァン・グランド・ソルベルグ ゴールデン・ステイト・マリアッチ・ミニストリー : Lie Detector For Upgraded Strings And Orchestra (1999年、Grand Fusion Science)
- マーク・ボールズ : 『リング・オヴ・ファイアー』 - Ring of Fire (2000年、Frontiers)
- スティーヴ・ウォルシュ : Glossolalia (2000年、Magna Carta)
- ジョエル・ホークストラ : Undefined (2000年)
- アンクル・モーズ・スペース・ランチ : 『アンクル・モーズ・スペース・ランチ』 - Uncle Moe's Space Ranch (2001年、Tone Center)
- マーク・ボールズ : 『エッジ・オヴ・ザ・ワールド』 - Edge of the World (2002年、Frontiers)
- エリク・ノーランダー : 『ミュージック・マシーン』 - Music Machine (2003年、Think Tank Media)
- フリークハウス : Beautiful Misery (2003年、Reality Entertainment)
- ジョエル・ホークストラ : The Moon Is Falling (2003年)
- バニー・ブルネルズ L.A. ズー : Revisited (2004年、Mascot)
- デイヴ・ウェイナー : 『シャヴ・ザ・サン・アサイド』 - Shove the Sun Aside (2005年、Favored Nations)
- サー・ミラード・マルチ : How to Sell the F#@!ing Universe to Everybody Once and for All - Hemisphere III: Hermes (2005年、Mimicry)
- ソウル・サーカス : 『ワールド・プレイ』 - World Play (2005年、Frontiers)
- アンクル・モーズ・スペース・ランチ : Moe's Town (2007年、Tone Center)
- アレックス・アルジェント : 『エゴ』 -  EGO  (2007年)
- デヴィルズ・スリングショット : Clinophobia (2007年、Mascot)
- キャブ : Theatre de Marionnettes (2009年、Brunel Music)
- デレク・シェリニアン : 『メレキュラー・ヘイノシティ』 - Molecular Heinosity (2009年、InsideOut Music)
- セヴン・ザ・ハードウェイ : Seven the Hardway (2010年、Mascot)
- トニー・マカパイン : 『トニー・マカパイン』 - Tony MacAlpine (2011年、FN Entertainment)
- キコ・ルーレイロ : 『サウンズ・オブ・イノセンス』 - Sounds of Innocence (2012年、Victor Entertainment)
- ラル : Atomic Ark (2013年、Sensory)
- 渡辺香津美 : 『スピニング・グローブ』 - Spinning Globe (2013年、Warner)
- ネイサン・フロスト : Synecron (2013年)[14]
- セマンティック・サチュレイション : Solipsistic (2013年)
- ニリ・ブロッシュ : A Matter of Perception (2014年)
- パンツァーバレット : 『プラネット Z』 - Planet Z (2020年)
- フェリペ・アンドレオーリ : Resonance (2021年)
- マルコ・スフォーリ : Welcome to Ooglyworld (2023年)
- リカルド・コルソ : Electric Vibe (2024年)